# Distrito de Tirunelveli
Tirunelveli (en Tamil; திருநெல்வேலி மாவட்டம் ) es un distrito de India, en el estado de Tamil Nadu . 
Comprende una superficie de 6 823 km².
El centro administrativo es la ciudad de Tirunelveli.

## Demografía
Según censo 2011 contaba con una población total de 3 072 880 habitantes.